# Ano Internacional do Saneamento
O ano de 2008 foi declarado o Ano Internacional do Saneamento pela Organização das Nações Unidas, em conjugação com a Década da Água para a Vida. 
A Assembleia Geral das Nações Unidas declarou 2008 o Ano Internacional do Saneamento. A nível mundial existem aproximadamente 2,6 mil milhões de pessoas que não têm acesso a saneamento básico, actualmente. A meta de 2008 como o Ano Internacional do Saneamento é contribuir para a sensibilização sobre esta crise e, espera acelerar os progressos realizados para atingir os Objectivos de Desenvolvimento do Milénio da ONU (ODM) e da redução do número de pessoas sem acesso a saneamento básico em metade pelo ano de 2015.